# Nouvelle Armée
Pour les articles homonymes, voir Armée chinoise (homonymie).

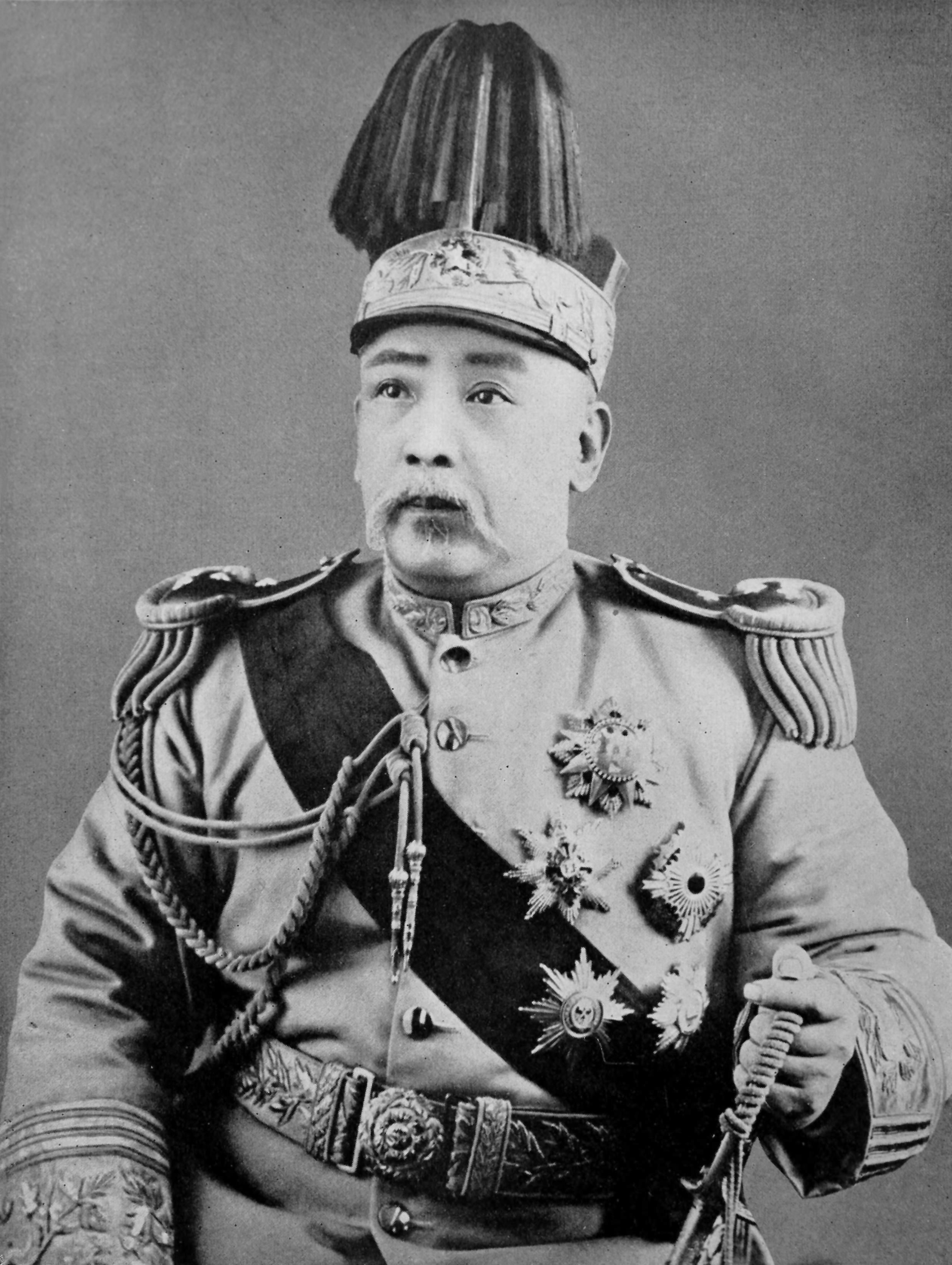
Yuan Shikai en tenue impériale

La Nouvelle Armée (chinois traditionnel : 新軍, chinois simplifié : 新军; Pinyin: Xīnjūn, Manchu: Ice cooha) est une armée chinoise modernisée, créée à la fin de la dynastie des Qing, équipée et entraînée à l'occidentale. La première Nouvelle Armée a été créée en 1895 et équipée d'armes allemandes.
Le 8 décembre 1895, l'impératrice douairière Cixi nomma Yuan Shikai au poste de commandant des 4 000 hommes qui constituaient la première Nouvelle Armée. Portée ensuite à 7 000 hommes, cette armée se révéla être la plus redoutable des trois armées stationnées près de Pékin, et se montra efficace contre les Boxers dans la province du Shandong.
La Nouvelle Armée vit peu à peu augmenter ses effectifs, devenant la seule milice sur laquelle la cour des Qing pouvait compter au milieu des soulèvements révolutionnaires qui agitaient alors la Chine. Yuan Shikai se montra de plus en plus méprisant à l'égard de la dynastie, pour ne se montrer loyal qu'envers le parti qui lui faisait les propositions les plus avantageuses ; sa défection en faveur de Cixi, l'impératrice douairière, contre l'empereur Guangxu, fut un coup majeur porté à la réforme des Cent Jours.
La Nouvelle Armée fut ensuite rebaptisée du nom d'Armée du nord-ouest (Beiyang) et joua un rôle majeur dans la vie politique chinoise avant d'éclater en plusieurs forces indépendantes sous la conduite des seigneurs de la guerre.